# The Beggar's Opera
The Beggar's Opera, L'òpera del captaire, és una òpera de balades amb un pròleg i tres actes, amb llibret en anglès de John Gay. La música, probablement, és un arranjament de Johann Christoph Pepusch (l'obertura, basada en dues de les cançons de l'Acte II està composta per ell). Es va estrenar al Teatre Lincoln's Inn Field de Londres el 29 de gener de 1728 i es va representar moltíssimes vegades.
Aquesta obra es va convertir en el major èxit de Gay i s'ha representat des d'aleshores; se l'ha anomenat "l'obra més popular del segle xviii." el 1920.
La peça satiritzava l'òpera italiana, que s'havia popularitzat a Londres. Segons The New York Times: "Gay va escriure l'obra més com una òpera anti-òpera que com una òpera, un dels seus atractius per al públic de Londres del segle xviii era el seu divertiment de l'estil d'òpera italiana i la fascinació del públic anglès".
En lloc de la gran música i dels temes de l'òpera, l'obra utilitza melodies familiars i personatges que eren gent comuna. Algunes de les cançons van ser fetes per compositors d'òpera com George Frideric Handel, però només es van utilitzar les més populars. L'audiència podria formar-se amb la música i identificar-se amb els personatges. La història va satiritzar la política, la pobresa i la injustícia, centrant-se en el tema de la corrupció en tots els nivells de la societat. Lavinia Fenton, la primera Polly Peachum, es va convertir en un èxit nocturn. Els seus quadres van ser de gran demanda, es van escriure versos i es van publicar llibres sobre ella. Després d'aparèixer en diverses comèdies i després en nombroses repeticions de The Beggars Opera, va escapar amb el seu amant casat, Charles Powlett, tercer duc de Bolton.

## Origen i anàlisi
La idea original d'aquesta òpera prové de Jonathan Swift, qui va escriure a Alexander Pope el 1716 preguntant "...què pensa vostè, d'un Newgate pastoral entre els lladres i les putes allà?" El seu amic, Gay, va decidir que seria una sàtira més que una òpera pastoral. Per a la seva producció original en 1728, Gay va intentar cantar totes les cançons sense cap acompanyament, afegint-se a l'atmosfera sorprenent i sorrenca de la seva concepció. No obstant això, una setmana abans de la nit d'obertura, John Rich, el director del teatre, va insistir a tenir a Johann Christoph Pepusch, un compositor associat al seu teatre.
The Beggar's Opera ha tingut influència en totes les comèdies escèniques britàniques posteriors, especialment en la dècada del segle xix l'opera còmica britànica i en la música moderna.

## Adaptació de Britten
El 1948, Benjamin Britten va crear una adaptació amb noves harmonitzacions i arranjaments de melodies preexistents. El productor Tyrone Guthrie va escriure diàlegs addicionals. Peter Pears va ser el primer cantant de Macheath. Va estar dedicada a James Haldane Lawrie, que continuaria presidint l'English Opera Group.